# Flagge Macaus

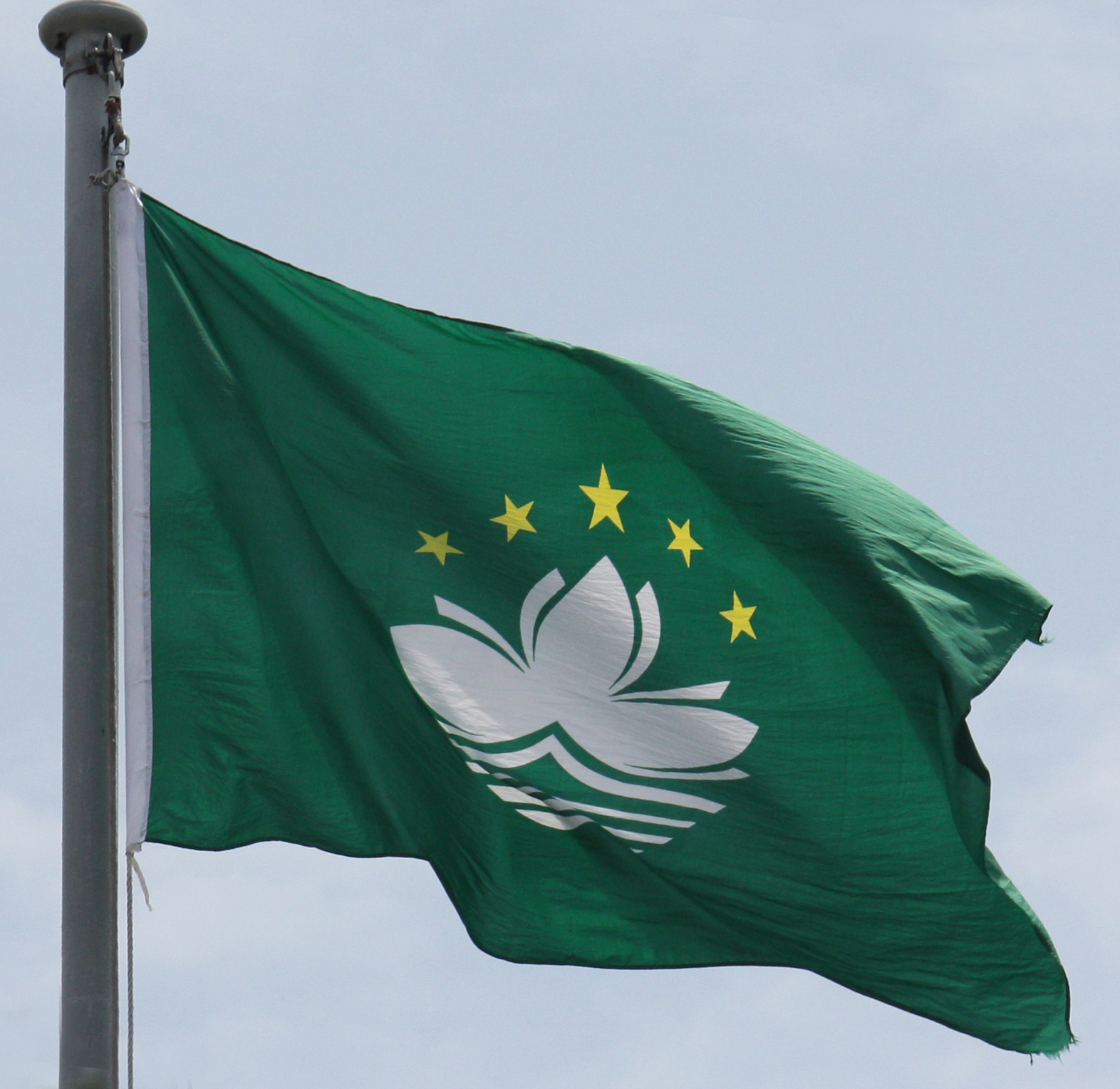
Flagge Macaus

Die Flagge Macaus zeigt auf hellgrünem Hintergrund eine weiße Lotosblüte, darunter eine stilisierte Brücke über ein Gewässer. Über der Blüte erstreckt sich ein Bogen aus fünf goldenen, fünfzackigen Sternen, von denen der mittlere etwas größer als die anderen ist. Die Brücke ist der Ponte Governador Nobre de Carvalho nachempfunden.

## Farbschema
|      | Grün       | Weiß        | Gelb       |
| ---- | ---------- | ----------- | ---------- |
| CMYK | 95-0-17-54 | 0-0-0-0     | 0-13-88-0  |
| HEX  | #067662    | #FFFFFF     | #FFDF1E    |
| RGB  | 6-118-98   | 255-255-255 | 255-223-30 |

## Flaggen Macaus während der Kolonialzeit
Bis 1999 stand Macau unter portugiesischer Verwaltung. Während dieser Zeit wurde in Macau die Flagge Portugals verwendet. 1967 gab es einen Vorschlag, für die Kolonien zu der Flagge Portugals das jeweilige Wappen der Kolonie anzufügen. Der Vorschlag wurde aber nicht umgesetzt.
Es gab aber eine hellblaue Flagge der Kolonialregierung mit dem damaligen großen Wappen Macaus. Der Loyale Senat (Leal Senado), das kommunale Parlament Macaus, führte ebenfalls eine eigene Flagge mit dem Wappen Portugals mit goldener Krone und zwei Engeln als Schildträger auf hellblauem Grund, über dem (heraldisch) rechten schwebte das Kreuz des Christusordens, über dem zweiten eine Armillarsphäre, wie sie auch auf der Flagge Portugals zu finden ist. Unter Wappen und Engeln befand sich ein Spruchband mit dem offiziellen Namen der Stadt und dem Motto: „CIDADE DE NOME DE DEUS DE MACAU NÃO HÁ OUTRA MAIS LEAL“ („Stadt des Namens des Herrn von Macau – Keine ist loyaler“). Die Flagge wird heute noch von vielen Auswanderern als Identifikationssymbol verwendet.

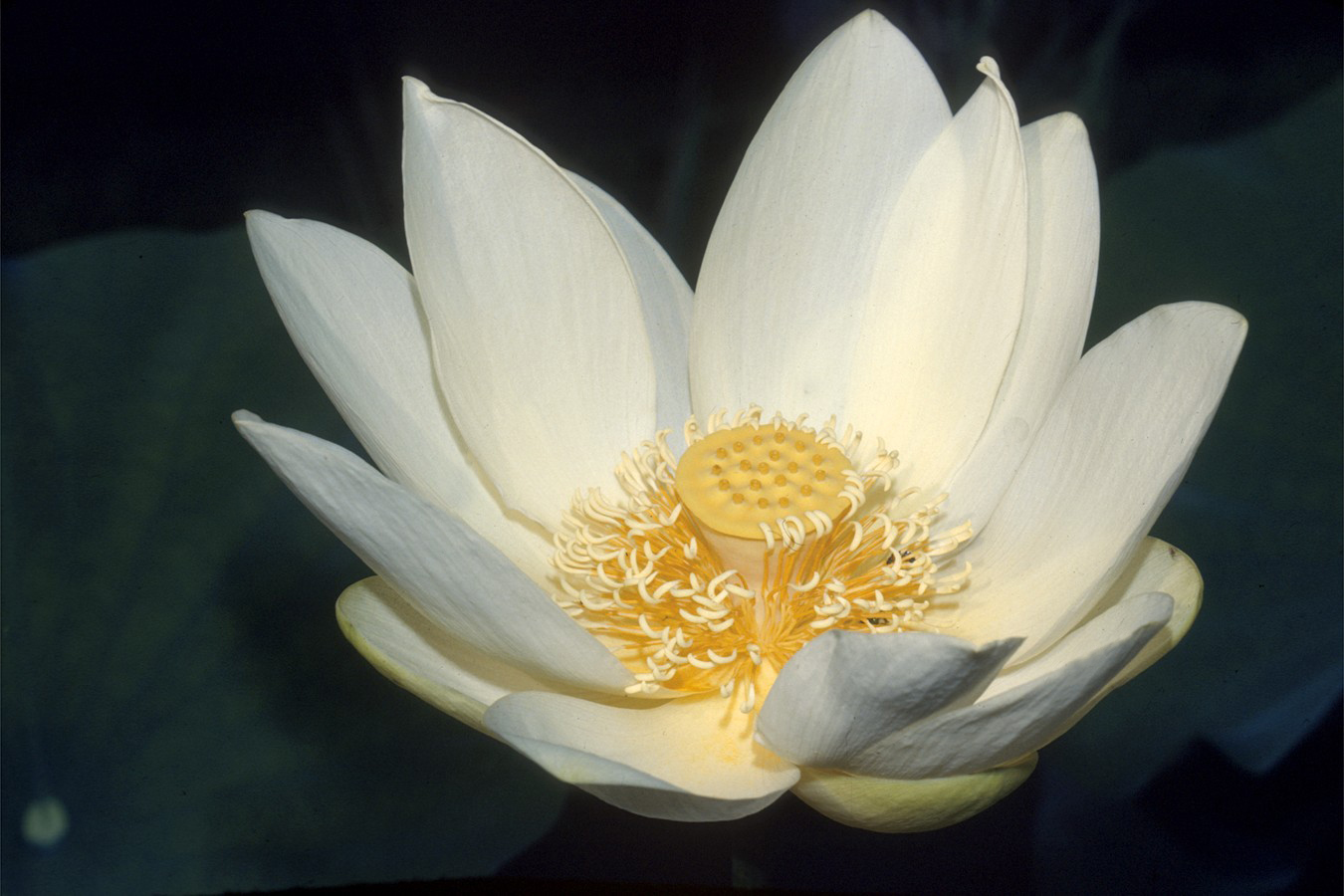
Lotusblüte
Flagge Portugals (in Macau 1910 bis 1999)
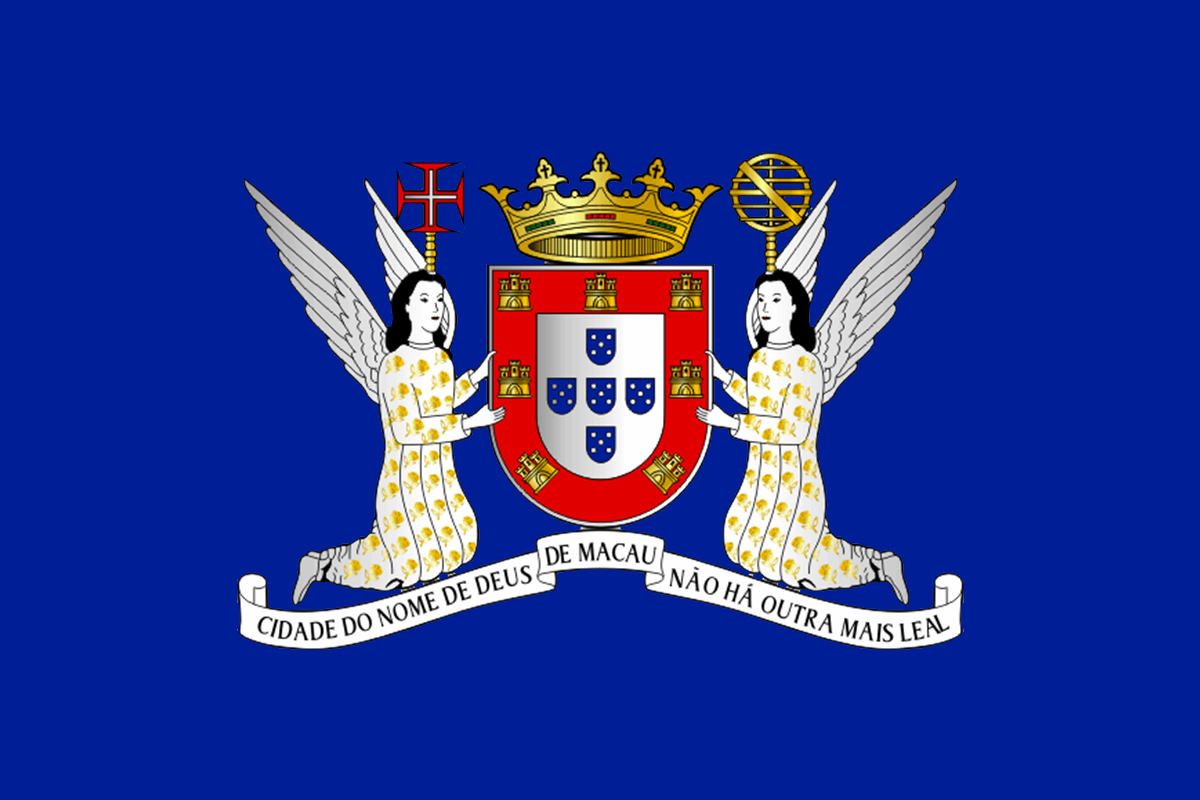
Flagge des Leal Senado
Flagge der kolonialen Regierung Macaus bis 1999
Vorschlag von 1967